# ロビー・クルーズ
ロビー・クルーズ（Robbie Kruse）こと、ロビー・トーマス・クルーズ（Robbie Thomas Kruse、1988年10月5日 - ）は、オーストラリア・クイーンズランド州ブリスベン出身の元サッカー選手。元オーストラリア代表。現役時代のポジションはフォワード、ミッドフィールダー（両SM、OM）。

## 経歴

### クラブ

#### ブリスベン・ロアーFC
2006年に加入するも、06-07年シーズンの開幕前に怪我をしてしまい、初ゴールは07-08年シーズン、2007年10月5日のウェリントン・フェニックスFC戦となった。
そしてそのシーズンは26試合に出場し4得点を挙げる活躍をみせた。しかし08-09年シーズンの開幕前に、彼はクイーンズランドのナイトクラブで喧嘩騒ぎしてしまったため監督の怒りを買い、クラブとの関係に亀裂が生じ出場機会が激減してしまった。そのため、彼は移籍を決断した。

#### メルボルン・ビクトリーFC
カタールのアル・ラーヤンSCに移籍したストライカーのダニー・アルソップの後釜として、クルーズはリーグ王者のメルボルン・ビクトリーに加入した。

2009年9月13日、ウェリントン・フェニックスFC戦で、交代出場で初出場し、2009年11月28日にはセントラルコースト・マリナーズFC戦にて移籍後初ゴールをマークし、チームの4-0での勝利に貢献した。そして彼のここまでのキャリアでのハイライトとも言えるのが、2010年1月16日のパース・グローリーFC戦である。彼はその試合の前半のみでハットトリックを達成したのだ。10-11年シーズンもクルーズは成長し続け、Aリーグでもトップクラスのストライカーへとなっている。

#### フォルトゥナ・デュッセルドルフ
2011-2012シーズンからは、ドイツ・ブンデスリーガ2部のフォルトゥナ・デュッセルドルフに活躍の場を求めて移籍。同シーズンの結果、1部昇格を果たすが1年での2部降格となった。なお2012年末に加入した大前元紀とも半年間チームメイトとしてプレーしている。

#### バイエル・レバークーゼン
2012-13シーズン終了後、1部リーグのバイエル・レバークーゼンからオファーを受け移籍が発表された。

#### VfBシュトゥットガルト
バイエル・レバークーゼンでは負傷などにより2シーズンで21試合の出場にとどまったことから、出場機会を求め2015-16シーズンの夏の移籍期間最終日となった2015年8月31日に、VfBシュトゥットガルトへシーズン終了まで1年間の期限付き移籍（買取オプション付）をした。VfBシュトゥットガルトのチームメイトには、オーストラリア代表のミッチェル・ランゲラックがいる。

#### レバークーゼン復帰
しかしシュトゥットガルトでは厳しいポジション争いから3試合の出場に留まったことから、2016年2月1日にシュトゥットガルトへの期限付き移籍を打ち切り、バイエル・レバークーゼンへ復帰した。

#### 遼寧宏運
2017年1月22日、中国超級リーグの遼寧宏運へ完全移籍した。
2017年5月18日、アジア枠の廃止の影響もあり、出場機会を作れず、わずか4試合0得点3アシストで同クラブを退団した。

#### VfLボーフム
2017年7月21日、ドイツ・ブンデスリーガ2部のVfLボーフムへ完全移籍した。

### 代表
2010年12月28日、Aリーグでの優れたプレーを認められ、クルーズはAFCアジアカップ2011への、ホルガー・オジェック監督率いるオーストラリア代表のメンバーに選ばれた。そして、2011年1月5日、アジアカップに向けた親善試合の対UAE戦で代表デビューを飾った。本大会に入ると同25日、アジアカップ本大会決勝トーナメント準決勝、対ウズベキスタン戦でチーム6点目となる代表初得点を決めている。
2014 FIFAワールドカップ・アジア4次予選のオマーン戦では、背番号10を背負った。しかしながら2014 FIFAワールドカップのメンバーから落選してしまった。

## 個人成績
| 国内大会個人成績 | 国内大会個人成績 | 国内大会個人成績 | 国内大会個人成績 | 国内大会個人成績 | 国内大会個人成績 | 国内大会個人成績 | 国内大会個人成績 | 国内大会個人成績 | 国内大会個人成績 | 国内大会個人成績 | 国内大会個人成績 |
| 年度             | クラブ           | 背番号           | リーグ           | リーグ戦         | リーグ戦         | リーグ杯         | リーグ杯         | オープン杯       | オープン杯       | 期間通算         | 期間通算         |
| 年度             | クラブ           | 背番号           | リーグ           | 出場             | 得点             | 出場             | 得点             | 出場             | 得点             | 出場             | 得点             |
| オーストラリア   | オーストラリア   | オーストラリア   | オーストラリア   | リーグ戦         | リーグ戦         | リーグ杯         | リーグ杯         | FFA杯            | FFA杯            | 期間通算         | 期間通算         |
| ---------------- | ---------------- | ---------------- | ---------------- | ---------------- | ---------------- | ---------------- | ---------------- | ---------------- | ---------------- | ---------------- | ---------------- |
| 2006-07          | ブリスベン       |                  | Aリーグ          | 0                | 0                | 4                | 1                | -                | -                | 4                | 1                |
| 2007-08          | ブリスベン       |                  | Aリーグ          | 17               | 4                | 4                | 2                | -                | -                | 21               | 6                |
| 2008-09          | ブリスベン       |                  | Aリーグ          | 4                | 0                | 2                | 0                | -                | -                | 6                | 0                |
| 2009-10          | ブリスベン       |                  | Aリーグ          | 5                | 0                | 0                | 0                | -                | -                | 5                | 0                |
| 2009-10          | メルボルンV      |                  | Aリーグ          | 20               | 5                | 0                | 0                | -                | -                | 20               | 5                |
| 2010-11          | メルボルンV      |                  | Aリーグ          | 19               | 11               | 0                | 0                | -                | -                | 19               | 11               |
| ドイツ           | ドイツ           | ドイツ           | ドイツ           | リーグ戦         | リーグ戦         | リーグ杯         | リーグ杯         | DFBポカール      | DFBポカール      | 期間通算         | 期間通算         |
| 2011-12          | デュッセルドルフ |                  | ブンデス         | 11               | 0                | -                | -                | 1                | 0                | 12               | 0                |
| 2012-13          | デュッセルドルフ |                  | ブンデス         | 30               | 4                | -                | -                | 3                | 0                | 33               | 4                |
| 2013-14          | レバークーゼン   |                  | ブンデス         | 14               | 2                | -                | -                | 2                | 1                | 16               | 3                |
| 2014-15          | レバークーゼン   |                  | ブンデス         | 4                | 0                | -                | -                | 1                | 0                | 5                | 0                |
| 通算             | 豪州             | 豪州             | Aリーグ          | 65               | 20               | 10               | 3                | -                | -                | 75               | 23               |
| 通算             | ドイツ           | ドイツ           | ブンデス         | 59               | 6                | -                | -                | 7                | 1                | 66               | 7                |
| 総通算           | 総通算           | 総通算           | 総通算           | 124              | 16               | 10               | 3                | 7                | 1                | 141              | 30               |

## 代表歴

### 出場大会
- U-17オーストラリア代表
- U-20オーストラリア代表
- オーストラリア代表
  - 2011年 - AFCアジアカップ2011 (準優勝)
  - 2015年 - AFCアジアカップ2015 (優勝)

### 試合数
- 国際Aマッチ 75試合 5得点 (2011年-2019年)[14]

| オーストラリア代表 | 国際Aマッチ | 国際Aマッチ |
| 年                 | 出場        | 得点        |
| ------------------ | ----------- | ----------- |
| 2011               | 14          | 2           |
| 2012               | 7           | 0           |
| 2013               | 8           | 1           |
| 2014               | 3           | 0           |
| 2015               | 6           | 1           |
| 2016               | 10          | 0           |
| 2017               | 12          | 1           |
| 2018               | 10          | 0           |
| 2019               | 5           | 0           |
| 通算               | 75          | 5           |

### 得点
| #  | 日付          | 開催地                               | 対戦国         | スコア | 最終結果 | 試合                                          |
| -- | ------------- | ------------------------------------ | -------------- | ------ | -------- | --------------------------------------------- |
| 1. | 2011年1月25日 | アル・ガラファ・スタジアム、ドーハ   | ウズベキスタン | 0–6    | 0–6      | AFCアジアカップ2011                           |
| 2. | 2011年8月10日 | ミレニアム・スタジアム、カーディフ   | ウェールズ     | 0–2    | 1–2      | 親善試合                                      |
| 3. | 2013年6月11日 | ドックランズ・スタジアム、メルボルン | ヨルダン       | 3–0    | 4–0      | 2014 FIFAワールドカップ予選                   |
| 4. | 2015年1月13日 | スタジアム・オーストラリア、シドニー | オーストラリア | 2–0    | 4–0      | AFCアジアカップ2015                           |
| 5. | 2017年10月5日 | ハンジェバット・スタジアム、ムラカ   | シリア         | 0–1    | 1–1      | 2018 FIFAワールドカップ予選・アジアプレーオフ |

## タイトル

### 代表
オーストラリア代表
- AFCアジアカップ：2015